# Aregius
Aregius est un évêque de Lyon ayant été sur le siège épiscopal entre 603 et 614.

## Biographie
Évêque d'une ville d'importance modeste dans le royaume franc, Aregius dispose d'un parcours politique notable. Il est un protégé de la reine Brunehaut. La chronique de Frédégaire accuse Aregius d'avoir participé à la déposition et l'assassinat de l'évêque de Vienne Didier en 607. L'absence de sources sur cet évènement interdit de conclure quoi que ce soit sur cette information. Aregius est envoyé par le roi Thierry II comme ambassadeur auprès du roi Wisigoth Wittéric pour négocier les fiançailles avec la princesse Ermenberge, projet qui échoue. Enfin, Aregius préside le concile de 614 de Paris.